# Stalobelus insignis
Stalobelus insignis är en insektsart som beskrevs av William Lucas Distant. Stalobelus insignis ingår i släktet Stalobelus och familjen hornstritar. Inga underarter finns listade i Catalogue of Life.